# Trialeurodes phlogis
Trialeurodes phlogis là một loài côn trùng cánh nửa trong họ Aleyrodidae, phân họ Aleyrodinae.
Trialeurodes phlogis được Russell miêu tả khoa học đầu tiên năm 1993.